# Науменко Сергій Сергійович
Науменко Сергій Сергійович (нар. 24 травня 1986, Севастополь, УРСР) — український та російський футболіст, воротар.

## Кар'єра гравця
Сергій Науменко народився 24 травня 1986 в місті Севастополь. Вихованець севастопольських клубів «Вікторія» та СДЮШОР-5.
Дорослу кар'єру також розпочав у Севастополі. В 2004 році підписав свій перший професійний контракт з ПФК «Севастополі», в складі якого виступав до 2009 року. Перший матч на професійному рівні зіграв 7 серпня 2004 року в 1/32 фіналу кубку України проти охтирського «Нафтовик-Укрнафта». Севастопольці в тому матчі поступилися з рахунком 0:2. Сергій Науменко вийшов на поле в тому поєдинку на 29-ій хвилині зустрічі, замінивши травмованого Олександра Сокоренка. В чемпіонатах України дебютував уже наступного сезону, сталося це 19 квітня 2006 року на 84-ій хвилині виїзного поєдинку 20-го туру чемпіонату України серед клубів другої ліги проти южноукраїнської «Енергії». Решту поєдинку Науменко відстояв «на нуль», але севастопольці все одно поступилися з рахунком 0:4. Проте основним воротарем Сергій так і не став, був лише дублером Олександра Сокоренка. З 2004 по 2009 роки в чемпіонатах України Сергій зіграв лише 14 матчів, у яких пропустив 7 м'ячів. Ще 3 поєдинки (1 пропущений м'яч) Науменко провів у кубку України. Ще під час свого перебування в «Севастополі» в пошуках стабільної ігрової практики декілька разів відправлявся по орендах. Вперше це сталося в 2006 році, коли Сергій відправився в аматорський клуб «Авліта» з Севастополя. Наступного разу Сергій відправився в оренду до друголігового фарм-клубу севастопольців, ПФК «Севастополь-2». В складі цієї команди був основним воротарем, в 2008 році за другу команду севастопольців зіграв 21 матч, в якому пропустив 39 м'ячів.
В 2010 році залишив севастопольську команду й до 2013 року виступав на аматорському рівні за команди з чемпіонату Криму: «Хімік» (Красноперекопськ), «Хвиля» (с. Андріївка) та «Гвардієць» (Гвардійське), а також в команда з чемпіонату Донецької області: «Авангард» (Краматорськ) та «СловХліб» (Слов'янськ).
В сезоні 2011/12 повернувся на професійний рівень, потрапивши до заявки краматорського «Авангарду», але в складі основної команди клубу на поле так і не вийшов жодного разу. Після цього повернувся до виступів на аматорському рівні.
Вдруге повернутися на професійний рівень Сергій Науменко спробував у 2013 році, підпсавши контракт з армянським «Титаном». Ця спроба виявилася набагато вдалішою, ніж попередня. Загалом у 2013 році в другій лізі Сергій відіграв 10 матчів, в яких пропустив 10 м'ячів.
Сезон 2013/14 років Науменко провів у головківському «УкрАгроКомі», протягом якого він на поле виходив у першій лізі в воротах команди 26 разів (пропустив лише 16 м'ячів), ще 2 поєдинки (3 пропущені м'ячі) Сергій провів у кубку України.
У 2014 році Сергій повернувся до окупованого Севастополя, отримав російське громадянство та почав виступати в новоствореному клубі «Севастополь», а також у складі його фарм-клубу «Севастополь-2».

## Досягнення
- Друга ліга чемпіонату України з футболу
  -  Чемпіон (1): 2006/07 (Група Б)
  -  Бронзовий призер (1): 2005/06 (Група Б)